# Villalba del Rey
Villalba del Rey es un municipio y localidad española de la provincia de Cuenca, en la comunidad autónoma de Castilla-La Mancha. El término municipal, ubicado en la comarca de La Alcarria, tiene una población de 483 habitantes (INE 2024). La localidad se encuentra junto al embalse de Buendía.

## Toponimia
Su nombre, literalmente Villa Blanca, le fue dado muy posiblemente en alusión al color blanco de las casas que componían la población. Por pertenecer en sus inicios a la jurisdicción de Huete el municipio se llamaba Villalba de Huete, nombre que cambió al independizarse de la localidad optense en 1411 pasando a llamarse Villalba del Rey. Este nombre se conservó hasta nuestros días con la excepción del periodo que comprendió la II República Española (1931-1936) que se denominó Villalba de la República.[cita requerida]

## Geografía
El municipio está situado en el norte de la provincia de Cuenca, en la comunidad autónoma de Castilla-La Mancha, ubicado en la comarca castellana de La Alcarria. El término se asienta a orillas del embalse de Buendía, y linda con los municipios de Tinajas, Cañaveruelas y Huete.

## Historia
Es posible que el nacimiento de la localidad conquense tenga su origen en la consolidación de un importante camino y del caserío que acompañaría y enmarcararía a éste. En la actualidad, este antiguo camino sería la vía que recorre y estructura al pueblo, la calle de Ramón y Cajal. Poco a poco el pueblo fue cogiendo la estructura original que está hoy en día.
Entre el siglo XIV y el siglo XV, el pueblo se independizó del común de villa y tierra de Huete y se le concedió título de  villa. Pasó de llamarse Villalba de Huete a Villalba del Rey. Esta población a mediados de ese siglo[¿cuál?] ya contaba con un fuerte poder económico, siendo uno de los pueblos más grandes de la zona. Entre los siglos XVI y XVII el pueblo ya tenía un tamaño importante y se construyó la iglesia.
A mediados del siglo XIX, el lugar contaba con una población censada de 1149 habitantes. La localidad aparece descrita en el decimosexto volumen del Diccionario geográfico-estadístico-histórico de España y sus posesiones de Ultramar de Pascual Madoz de la siguiente manera:

VILLALVA DEL REY: v. con ayunt en la prov. y dióc. de Cuenca (8 leg.), part. jud. de Huete (4), aud. terr de Albacete (30) y c. g. de Castilla la Nueva (Madrid 15): sit. en terreno bastante llano y rodeada de algunas alturas de piedra de yeso y calveros; su clima es frio con buena ventilacion y propenso á calenturas gástricas. Consta de 289 casas de mediana construccion y á propósito para las faenas agrícolas; hay escuela de primeras letras concurrida por 110 niños de ambos sexos y dotada con 1,600 rs. del fondo de propios y una pequeña retribucion que dan los padres de los discípulos; para surtido del vecindario tiene una fuente de buena agua y 3 pozos á una legua de distancia y para los usos domésticos y abrevadero de ganados hay otra en la pobl.; la igl. parr. (Ntra. Sra. de la Asuncion) es un edificio de buen gusto y mucha solidez, está servida por un cura de entrada y un sacristan; unida á la igl. se halla la ermita de Ntra. Sra. de los Portentos; otra en el pueblo de la Concepcion y 2 estramuros la de San Sebastian y la de Sta. Bárbara. El térm. confina por N. con Poyos, Cañaberuelas y el real sitio de la Isabela; E. Castejon y Tinajas; S. Portalrubio, y O. Jabalera y Buendia: en su jurisd. se hallan los despoblados de Alcantarilla con 3 casas, Juarros, Cogolludo, Mercadijas y Moralejas: su terreno no obstante ser mucha parte calvero, es de mediana calidad: al N. E. se halla un monte denominado Sierra Mediana, poblado de mata baja de carrasca y roble: los rios que cruzan su term. son el Guadiela y el Guadamajud con otros arroyos que se les incorporan de poco caudal; los caminos son locales y en mediano estado: la correspondencia se recibe de la estafeta de Buendia lunes, jueves y sábados, y sale en los mismos dias. prod.: trigo, cebada, centeno, avena, escaña, aceite, vino, alazor y legumbres; se cria ganado lanar y cabrío, y caza de liebres, conejos y perdices. ind.: la agrícola, un molino harinero con dos piedras, otro de aceite, 2 hornos de pan y otro de teja y ladrillo: comercio: la venta de granos y de muletas á lo cual se dedican muchos vecinos comprando las lecheras en la feria de León y después de recriarlas las venden en Castilla la Nueva, y la importacion de arroz, bacalao, telas de algodón y paños ordinarios. pobl.: 289 vec, 1.149 alm. cap. prod.: 2.232,100 rs. imp.: 161,605: el presupuesto municipal asciende á 4,500 rs. y se cubre con el producto de las fincas de propios, y el déficit por reparto vecinal.
(Madoz, 1850, p. 175)

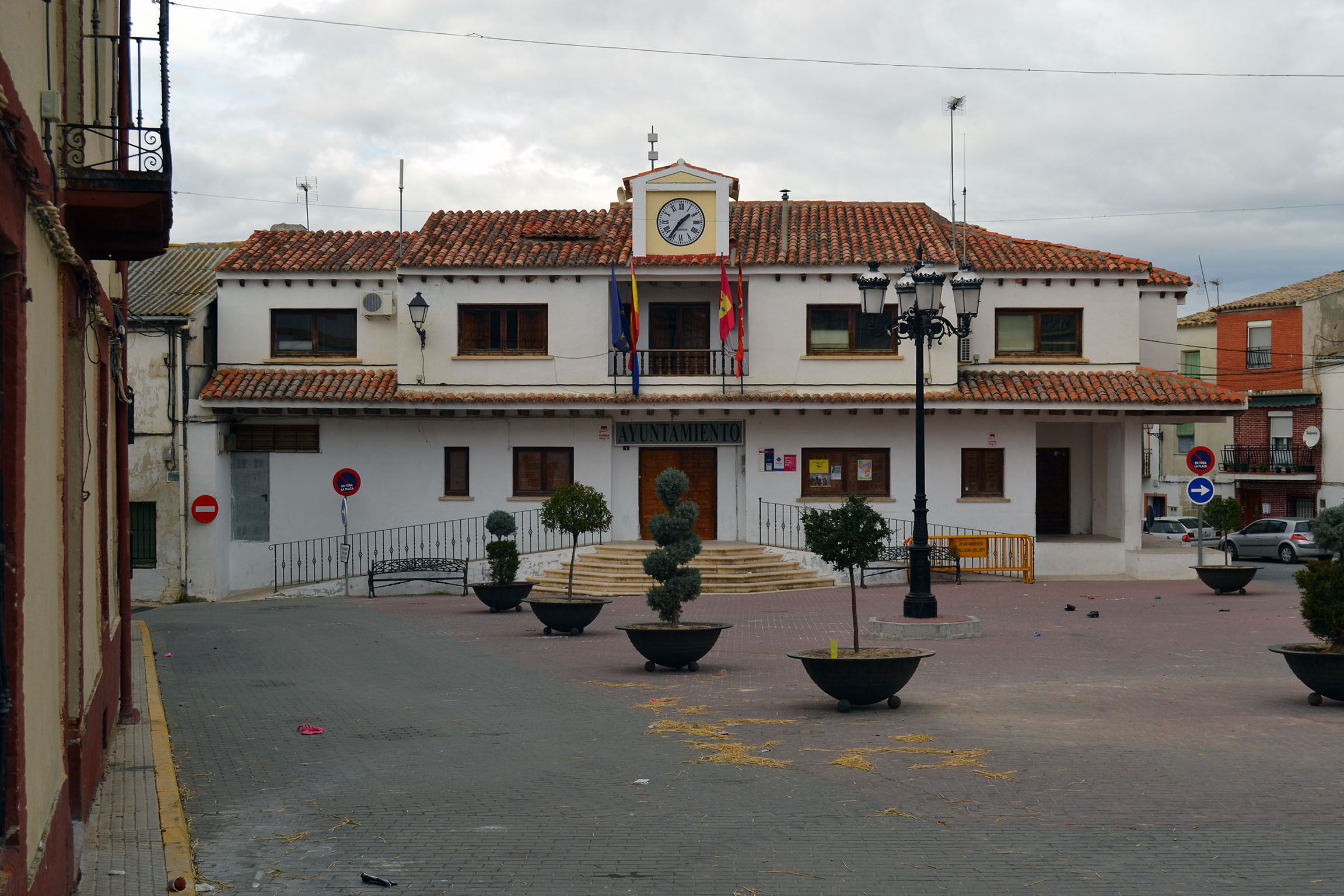
Ayuntamiento de Villalba del Rey

Entre 1954 y 1958 se construyó cerca de la localidad el embalse de Buendía, que cubre parte de las vegas fértiles del municipio junto al río Guadiela. Actualmente Villalba del Rey está dotada de importantes infraestructuras como piscina municipal, biblioteca pública, centro de ancianos,  estación de servicio, área deportiva, centro de salud, residencia para la tercera edad, parques, bares, restaurantes, aerogeneradores, discoteca, tiendas y otras muchas más. Es la cabecera de la Mancomunidad de Servicios Río Guadiela a través de la que se ofrecen servicio de abastecimiento de agua; servicio de recogida de basuras; oficina de información al consumidor; agencia de empleo y desarrollo local.

## Demografía
Villalba del Rey cuenta con una población de 483 habitantes (INE 2024).
| Gráfica de evolución demográfica de Villalba del Rey entre 1842 y 2021                                              |
| |
| Población de derecho según los censos de población del INE Población de hecho según los censos de población del INE |

## Administración
| Periodo   | Nombre                    | Partido |
| --------- | ------------------------- | ------- |
| 1979-1983 | Antonio Pizarro Pulido    | UCD     |
| 1983-1987 | Antonio Pizarro Pulido    | UCD     |
| 1987-1991 | Julián Benito Huete       | PP      |
| 1991-1995 | Julián Benito Huete       | PP      |
| 1995-1999 | Julián Benito Huete       | PP      |
| 1999-2003 | Julián Benito Huete       | PP      |
| 2003-2007 | José Luis del Peral Budia | PSOE    |
| 2007-2011 | José Luis del Peral Budia | PSOE    |
| 2011-2015 | Antonio Luengo Rodríguez  | PSOE    |
| 2015-2019 | Antonio Luengo Rodríguez  | PSOE    |
| 2019-2023 | Antonio Luengo Rodríguez  | PSOE    |
| 2023-act. | Antonio Luengo Rodríguez  | PSOE    |

## Patrimonio

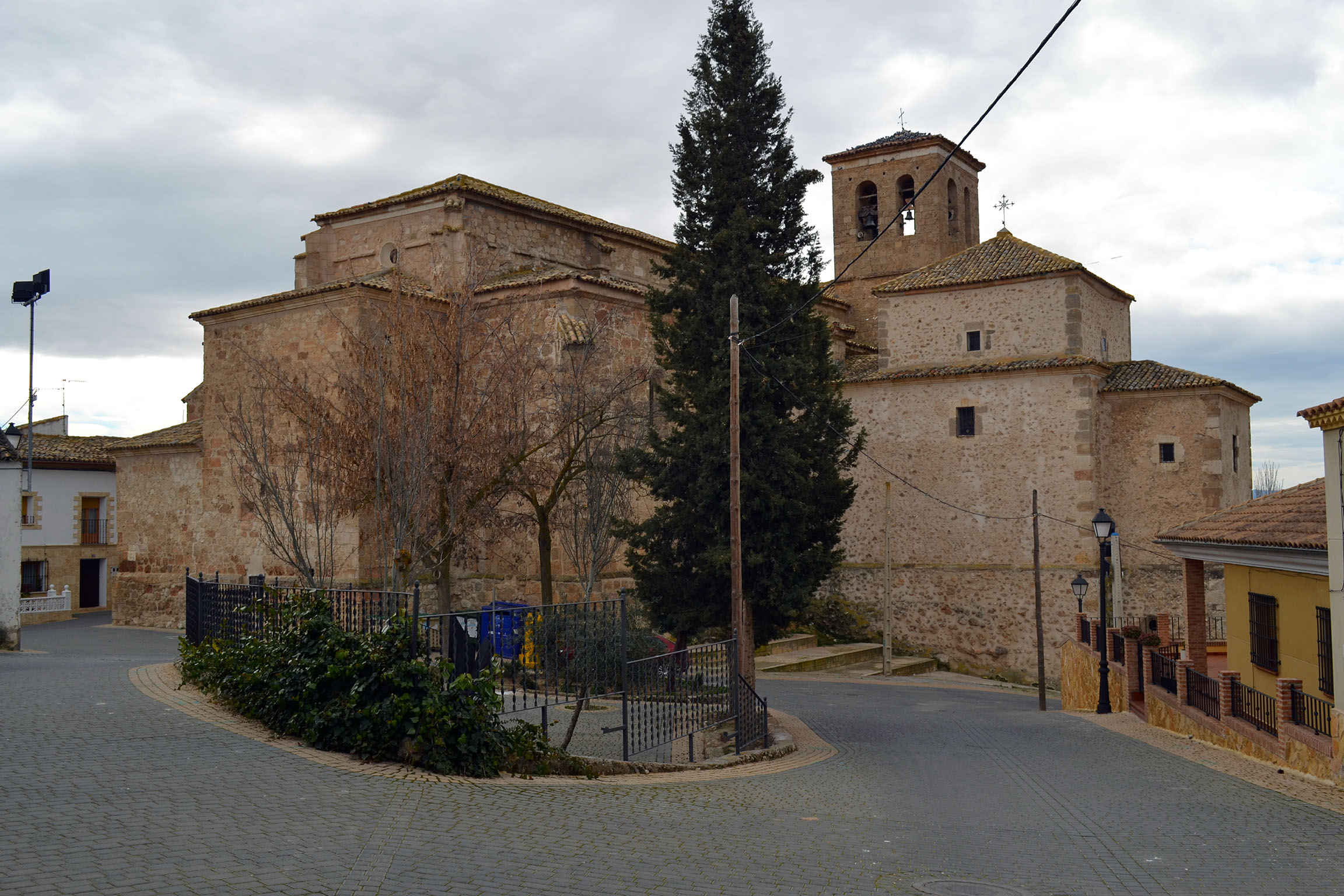
Iglesia de Nuestra Señora de la Asunción

- Parroquia de Nuestra Señora de la Asunción.[2] Se trata de un edificio de grandes proporciones con muros de sillería, data de los siglos XVI y XVII tiene un ojo de buey en el testero de poniente y ventanas con rasgado de molduras. Su enorme torre cuadrada de tres cuerpos tiene tres elegantes y estrechas ventanas saeteras así como doble arco de campanas en cada lado. El interior es de tres naves con cuatro columnas cilíndricas a cada lado. Frente a la puerta de entrada está la capilla de Nuestra Señora de los Portentos, data del siglo XVIII, con bella cúpula sobre pechinas con serie de ventanales en el balcón y una buena verja de entrada a esta capilla barroca. El retablo mayor renacentista de transición (siglo XVIII) tiene buenas pinturas de tabla.
- Ermita de San Sebastián.[2]
- Ermita de la Concepción.[2]
- Ermita de San Isidro.
- Ermita de San Cristóbal.
- Ermita de Santa Bárbara.[2]

## Instalaciones deportivas
La localidad cuenta con:
- Polideportivo municipal cubierto y con gradas (pista de fútbol, baloncesto y tenis)
- Frontón municipal cubierto y con gradas
- Pista de pádel
- Mesas de ping pong
- Equipamiento deportivo (tercera edad)
- Parque infantil

## Fiestas y tradiciones
- San Sebastián: Día 20 de enero.
- Nuestra Señora de los Portentos: Primer domingo de septiembre.
- Semana Santa: Tradicionales procesiones de Jueves Santo, "El Encuentro" y Viernes Santo.
- San Isidro: Día 15 de mayo. En honor a todos los agricultores, la actividad más importante de la localidad.